# Долгая гора (Весёлые горы)
До́лгая гора — гора на восточном склоне Среднего Урала в Свердловской области, Россия, часть горного хребта Весёлые горы. Расположена на западной окраине Нижнего Тагила. На горе находится нижнетагильская международная трамплинная лыжная база «Гора Долгая» с трамплинами высотой 40, 60, 90 и 120 м, на которой регулярно проводятся международные и российские чемпионаты по лыжным видам спорта. На южном склоне расположена лыжная база «Спартак». Гора является популярным местом отдыха у жителей города и всей области.

## Географическое положение
Гора Долгая расположена в муниципальном образовании «городской округ Нижний Тагил», между реками Леба и Выя, к западу от города Нижний Тагил. Гора высотой в 379,4 метров.

## Описание
Гора Долгая покрыта сосновым лесом, а на восточной склоне горы расположен горнолыжный комплекс «Аист». На западном более крутом склоне встречаются небольшие скальные выходы. Южный склон горы более пологий, чем северный и в нижней его части находятся луга. По южному склону проходят дорога к лыжной базе «Гора Долгая» и высоковольтная линия, пересекающая дорогу. На восточном склоне расположена основная часть всех лыжных трасс, все четыре трамплина, спуски с них, отель и остальные объекты.

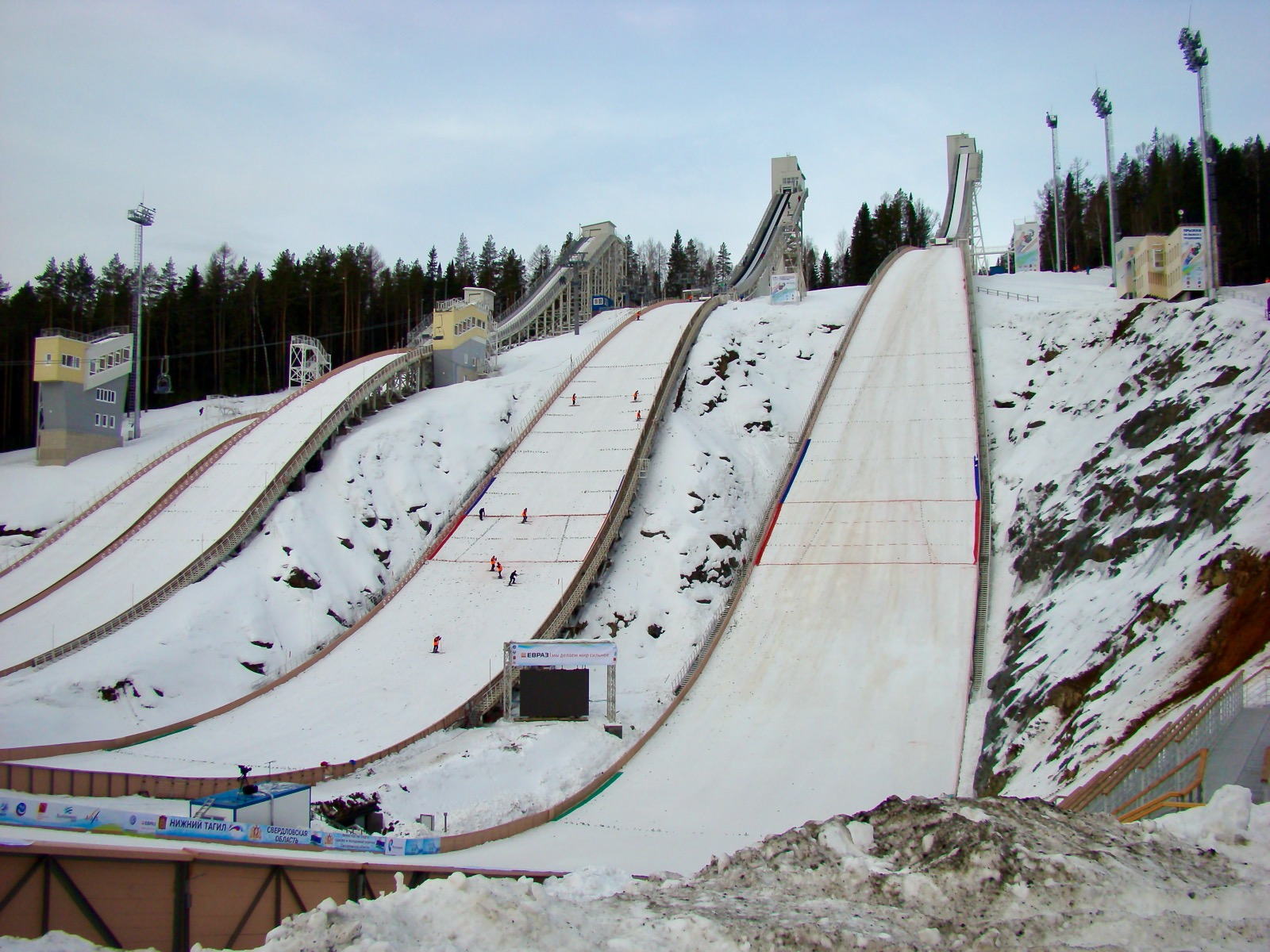
Трамплины на горе
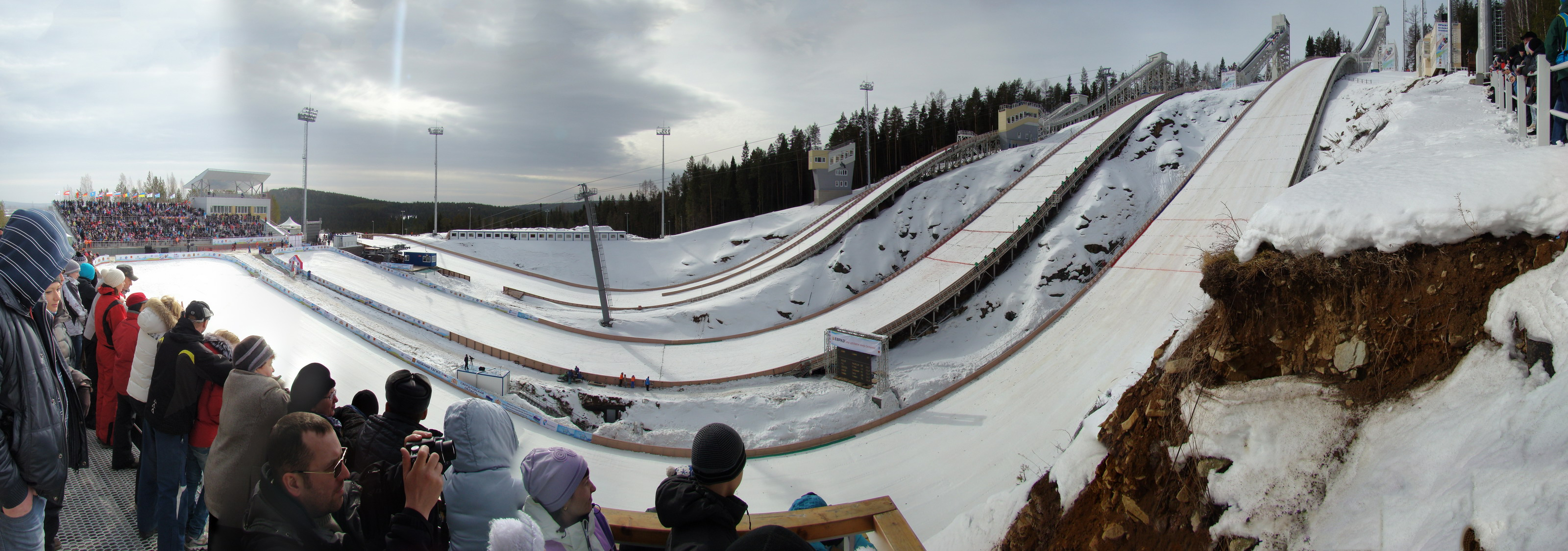
Панорама спорткомплекса
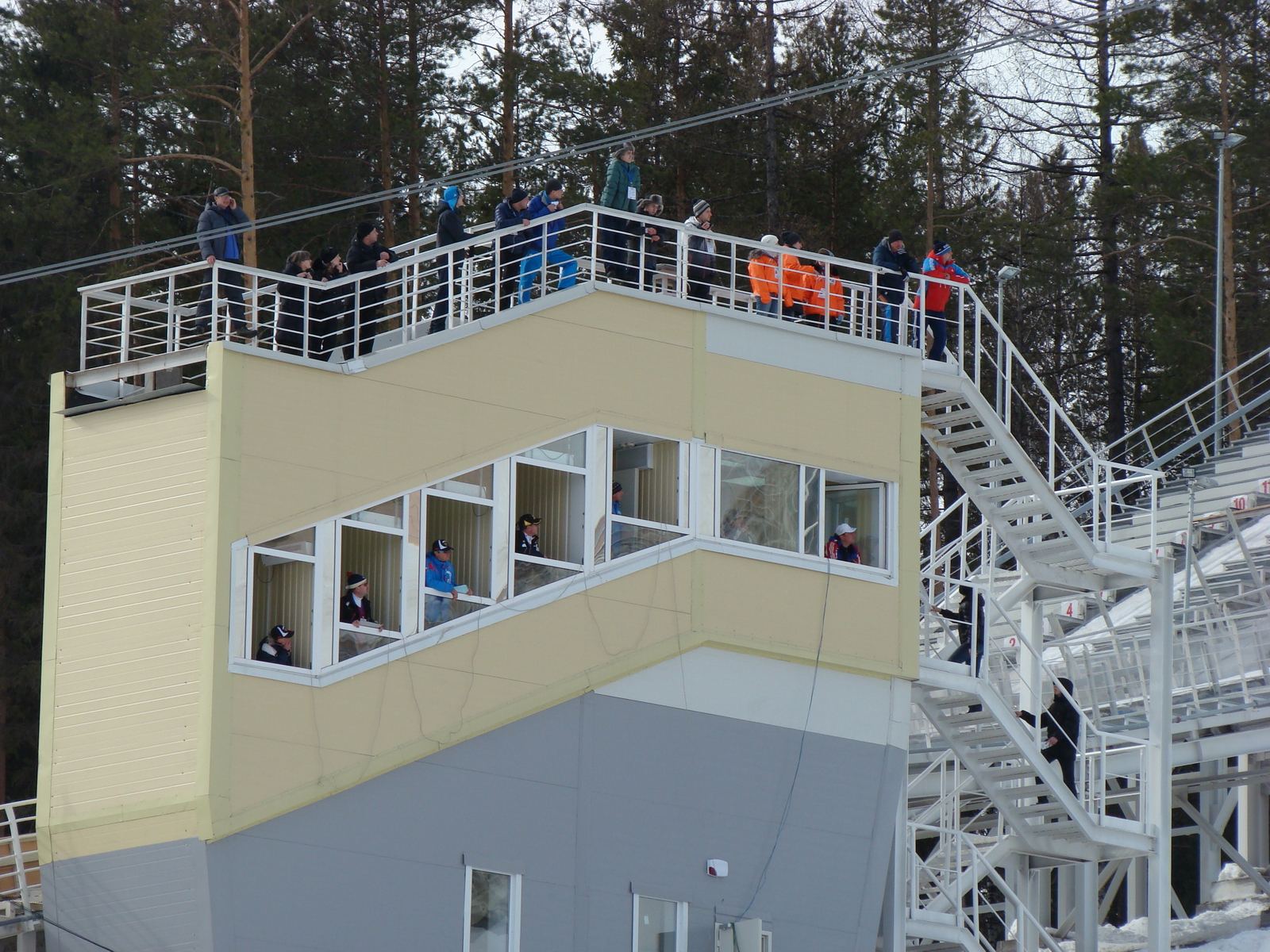
Судейские кабины